# Saginaw (Michigan)
Saginaw – miasto w Stanach Zjednoczonych, w stanie Michigan, siedziba administracyjna hrabstwa Saginaw, port nad rzeką Saginaw (uchodzącą do jeziora Huron). Około 57 tys. mieszkańców.

## Gospodarka
W mieście rozwinął się przemysł samochodowy, metalowy, maszynowy, papierniczy oraz spożywczy.

## Sport
- Saginaw Spirit – klub hokejowy

## Urodzeni w mieście
- Marcus Cor Von – wrestler
- Serena Williams – amerykańska tenisistka, młodsza siostra Venus Williams
- Stevie Wonder – amerykański wokalista popowy, kompozytor, producent i multiinstrumentalista

## Miasta partnerskie
- Tokushima, Japonia
- Zapopan, Meksyk
- Awka, Nigeria

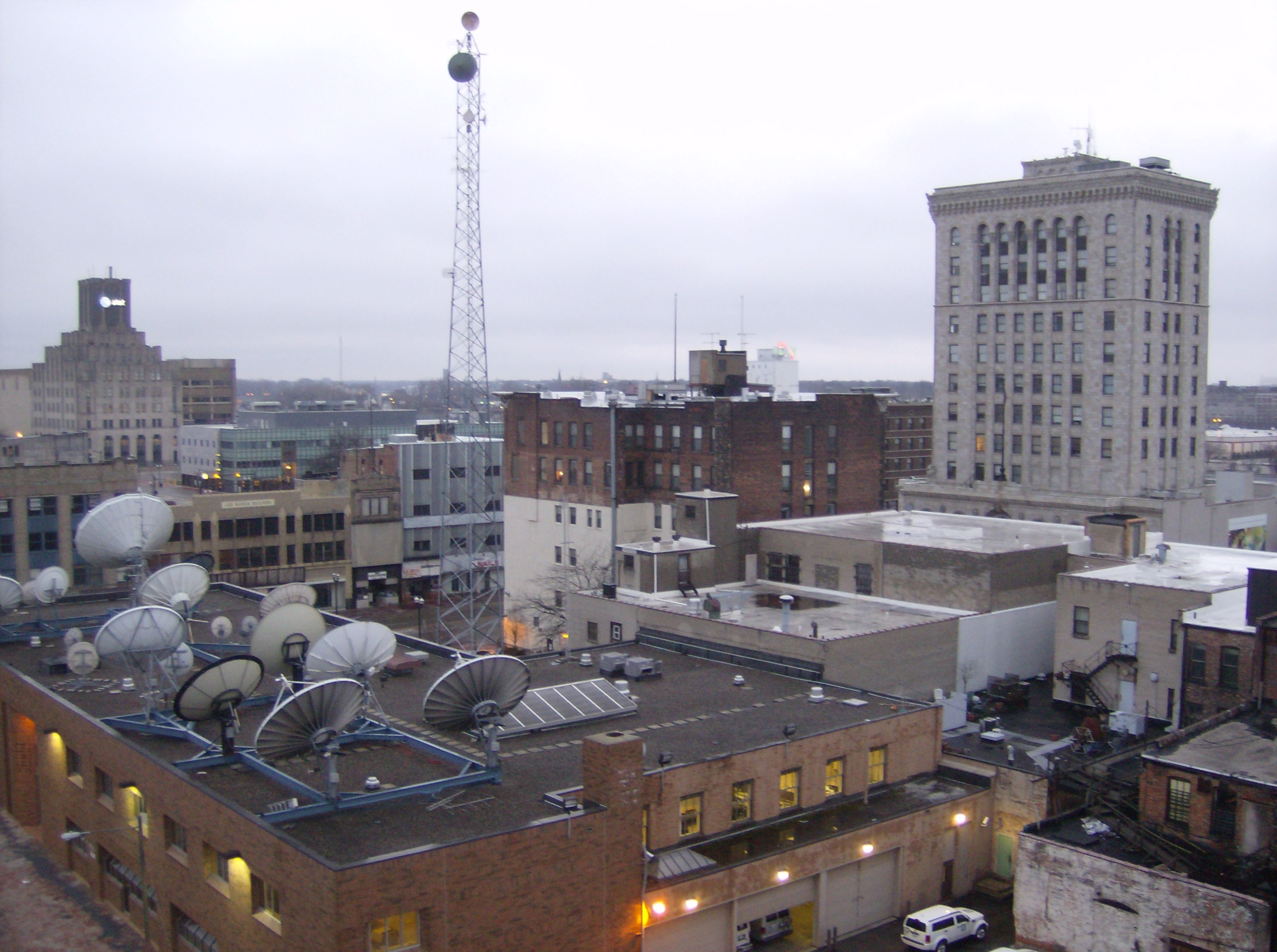
Panorama miasta (widok z Bearinger Building).
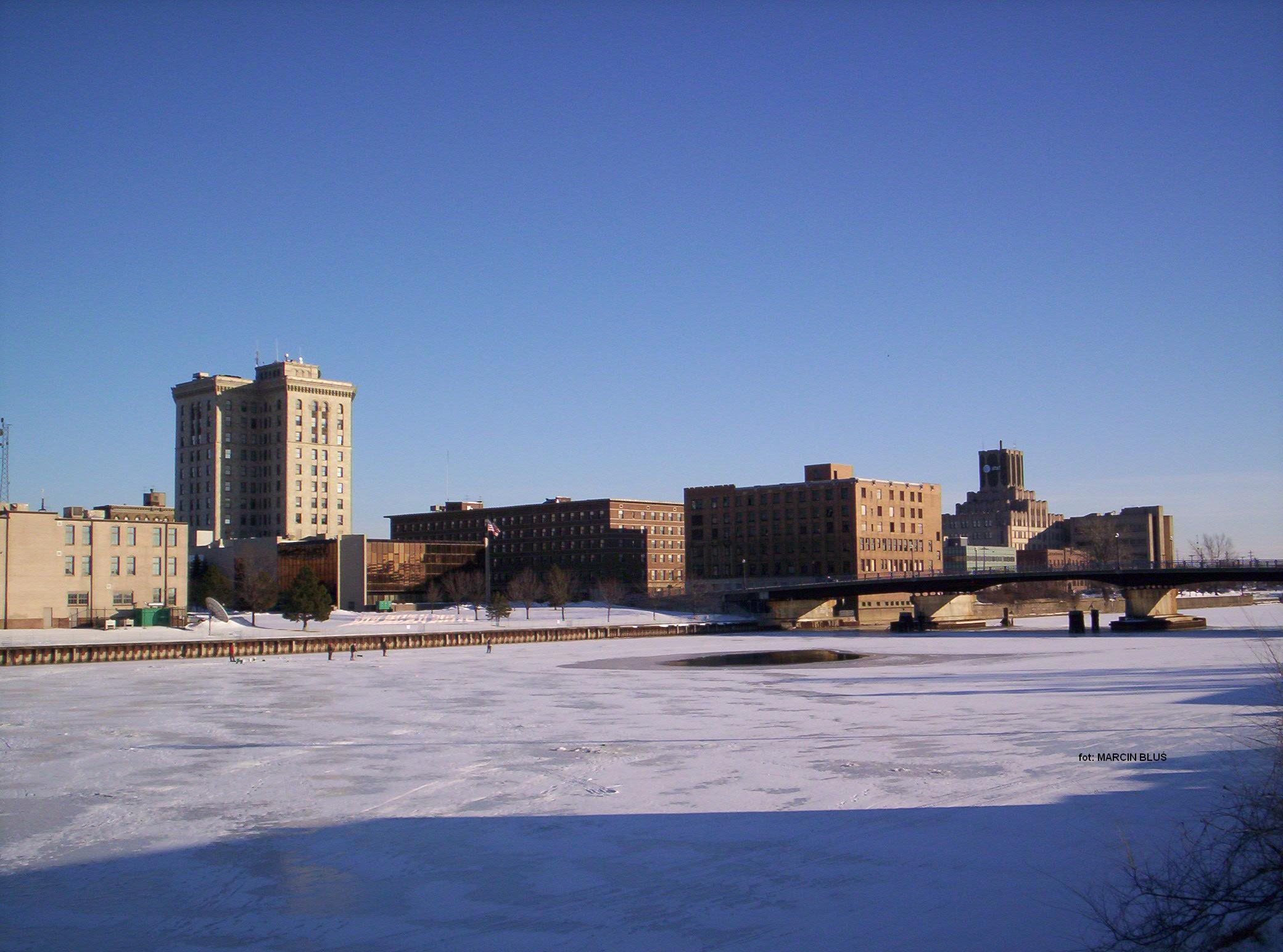
Panorama Saginaw.